# Sergei Iwanowitsch Owtschinnikow
Sergei Iwanowitsch Owtschinnikow (russisch Сергей Иванович Овчинников, wiss. Transliteration Sergej Ivanovič Ovčinnikov; * 10. November 1970 in Moskau), auch Boss genannt, ist ein russischer Fußball-Torwart, der für die russische Fußballnationalmannschaft und zuletzt für den FK Dynamo Moskau spielte.
Er begann seine Profi-Karriere beim FK Dinamo Suchum, wechselte aber bald zu Lokomotive Moskau, wo er sechs Jahre spielen sollte. Danach ging er nach Portugal und spielte dort für Benfica Lissabon, den FC Alverca und den FC Porto, bevor er 2002 zu Lokomotive Moskau zurückkehrte.
2005 wechselte er zu Dynamo Moskau, wurde jedoch noch im gleichen Jahr vom Verein freigestellt, nachdem er in einen Zusammenstoß mit einem Schiedsrichter verwickelt war. Im Januar 2007 wechselte er zusammen mit einem weiteren ehemaligen russischen Nationaltorhüter, Ruslan Nigmatullin, in den Vorstand von Lokomotive Moskau.
Bei der Fußball-Europameisterschaft 2004 lief er zweimal für Russland auf, wurde aber im Spiel gegen die portugiesische Fußballnationalmannschaft für ein Handspiel außerhalb des Strafraums vom Feld gestellt.